# Adán y la serpiente
Adán y la serpiente es una película en blanco y negro de Argentina dirigida por Carlos Hugo Christensen sobre el guion de César Tiempo según la obra La Dama Blanca, de Guglielmo Zorzi y Aldo de Benedetti, que se estrenó el 9 de mayo de 1946 y que tuvo como protagonistas a Enrique Serrano, Tilda Thamar, Tito Gómez, Héctor Méndez y Olga Casares Pearson. Fue la primera película argentina calificada como «prohibida para menores de 18 años». El filme fue prohibido en Chile por «razones de moral y buenas costumbres» en septiembre de 1946.

## Sinopsis
Para escarmentar a su esposo mujeriego, una mujer se hace pasar por una misteriosa dama comehombres.

## Reparto
- Enrique Serrano ... Dr. Tomás "Tomasito" Uliga
- Tilda Thamar ... Susana
- Tito Gómez ... Atila González
- Héctor Méndez ... Tito Yáñez
- Olga Casares Pearson ... Madre de Susana
- Gonzalo Palomero
- Diego Martínez ... Recepcionista del hotel
- Olga Zubarry ... Lila
- Iris Martorell ... Clienta del hotel
- Rita Juárez ... Teresita
- Ivonne Lescaut ... Isabel Zapiola
- Yeya Duciel ... Ginebra
- Juan Siches de Alarcón ... Cliente del hotel
- Santiago Rebull
- Juanita del Río
- Alberto de Mendoza ... Daniel

## Comentarios
Calki en Crítica escribió:

”La picaresca sin el freno del ingenio buscando sólo hacer reír… De directa y cuando no gruesa intención”.

Por su parte Manrupe y Portela opinan:

”Christensen supo explotar la picaresca de Serrano y la atracción de Thamar, en combinación osada para la época pero hoy envejecida”